# روبرتو دي أوليفيرا
روبرتو دي أوليفيرا هو لاعب كرة قدم برازيلي، ولد في 16 ديسمبر 1980 في البرازيل. لعب مع سيينسيانو ونادي أونياو دا ماديرا ونادي بالميراس ونادي فاسكو دا غاما.